# Воллан, Флоран
Флоран Воллан (фр. Florent Vollant) — современный канадский автор-исполнитель, преимущественно создающий произведения на языке инну-аймун. Участник дуэта Kashtin (с Клодом Маккензи), один из основателей фестиваля народной музыки «Инну Никаму», лауреат премий «Феликс», «Джуно» и Премии генерал-губернатора в области исполнительских искусств (2021). Кавалер Национального ордена Квебека и компаньон ордена Искусств и литературы Квебека.

## Биография
Родился в 1959 году на Лабрадоре и с 5-летнего возраста рос в резервации Малиотенам (неподалеку от города Сет-Иль). Там мальчика насильно отдали в индейский интернат Нотр-Дам, разлучив его с родителями. Он проводил с семьёй только выходные и в это время близко познакомился с музыкальным фольклором народа инну.
В 1980-е годы стал одним из основателей фестиваля народной музыки канадских индейцев «Инну Никаму», с тех пор традиционно проводящегося в Малиотенаме. В рамках этого фестиваля в 1984 году впервые составил дуэт с другим автором-исполнителем Клодом Маккензи . Помимо Малиотенама, они также выступали в других общинах коренных народов северного прибрежного регион реки Святого Лаврентия. Дуэт, исполнявший песни на языке инну-аймун, получил название Kashtin, что переводится как «Торнадо». Свой первый альбом, носивший то же название, Воллан и Маккензи выпустили по инициативе композитора и продюсера Ги Трепанье в 1989 году, и этот диск разошелся общим тиражом в более чем 200 тысяч экземпляров в разных странах мира. Ряд песен из этого альбома — «E Uassiuian» («Мое детство»), «Tipatshimun» («Песня дьявола») и «Tshinanu» («Мы сами») — стали хитами, а последнюю даже характеризовали как гимн народа инну. В 1990 году альбом удостоился двух премий «Феликс»: за лучший дебют и лучший альбом в жанрах кантри и фолк.
Обретя популярность, члены дуэта начали гастролировать за пределами своего региона. Так, уже в 1989 году они выступали на церемонии Дня Канады в Оттаве, с 1989 по 1991 год 15 раз побывали во Франции (в том числе с пятидневными концертами в парижском «Театр де ла Вилль»), в 1990 году дебютировали в США, гастролировали на разогреве у группы Gipsy Kings и Даниэля Лануа, с которым побывали в Бельгии и Швейцарии. В 1991 году вышел второй альбом дуэта Innu, также в основном включавший песни на родном языке авторов; единственным исключением стала прозвучавшая на английском языке «Son of the Sun» — кавер-версия композиции Вилли Данна. Этот альбом получил две номинации на национальную музыкальную премию «Джуно» — за лучшую запись в жанре уорлдбит и за лучшую запись народной и традиционной музыки. Третий и последний совместный альбом дуэта Akua Tuta вышел в 1994 году и получил номинацию на «Джуно» за лучшую запись музыки канадских народов. Количество полученных дуэтом премий «Феликс» достигло четырех.
Хотя Kashtin официально не распадался (и время от времени его члены продолжали выступать вместе), Воллан позже вспоминал, что последнее совместное турне далось им тяжело. После этого он на время отошел от музыки, чтобы побыть с семьей, а в дальнейшем, как и Маккензи, начал сольную карьеру. В Малиотенаме Воллан основал студию звукозаписи Makusham, работающую с начинающими авторами — выходцами из коренных народов Канады. Первый сольный альбом Воллана, Nipaiamianan, выпущенный в 1999 году, в 2001 году получил «Джуно» как лучшая запись музыки коренных народов Канады. С начала 2000-х годов Воллан выпустил также сольные альбомы Katak (2003), Eku Mamu (2009), Puamuna (2015) и Mishta Meshkenu (2018). Сотрудничал с другими известными музыкальными деятелями, такими как Ришар Сеген, Робби Робертсон, Люс Дюфо и Закари Ричард, участвовал в постановке оперы «Чаакапеш», в которой материал фольклора коренных народов Канады сочетается со средствами современной западной симфонической музыки.
В 2017 году произведен в компаньоны ордена Искусств и литературы Квебека, в 2019 году — в кавалеры Национального ордена Квебека, в 2021 году стал лауреатом Премии генерал-губернатора в области исполнительских искусств. Также награжден золотой медалью лейтенант-губернатора Квебека за выдающиеся заслуги.